# Cumulative Inertia
Das Cumulative Inertia (wörtlich „Anhäufung von Unbewegtheit“) ist ein Modell aus der Migrationsforschung. Es wurde von Alden Speare aufgestellt. Es besagt, dass die Dauer eines Zustands seine Veränderungsrate negativ beeinflusst: „[T]he probability of an individual staying in a particular place increases with increasing length of residence“ (Speare 1970: 456, zit. nach Frick 1996: 46f.)
Zum Beispiel ist der Einfluss der Wohndauer auf die regionale Mobilität negativ.
Es wird fast ausschließlich auf Mobilität angewandt, ist aber auch bei anderen Phänomenen anwendbar: Die Wahrscheinlichkeit für Scheidungen nimmt ab dem 3. Ehejahr kontinuierlich ab.
Die Sichelfunktion ist ein weiteres Modell der Sozialforschung, das Veränderungsprozesse schematisiert.